# Promozione Piemonte-Valle d'Aosta 1982-1983
Nella stagione 1982-1983 la Promozione era il sesto livello del calcio italiano (il massimo livello regionale). Qui vi sono le statistiche relative al campionato in Piemonte e in Valle d'Aosta gestito dal Comitato Regionale Piemonte-Valle d'Aosta.
Il campionato è strutturato in vari gironi all'italiana su base regionale, gestiti dai Comitati Regionali di competenza. Promozioni alla categoria superiore e retrocessioni in quella inferiore non erano sempre omogenee; erano quantificate all'inizio del campionato dal Comitato Regionale secondo le direttive stabilite dalla Lega Nazionale Dilettanti, ma flessibili, in relazione al numero delle società retrocesse dal Campionato Interregionale e perciò, a seconda delle varie situazioni regionali, la fine del campionato poteva avere degli spareggi sia di promozione che di retrocessione.

## Girone A

### Squadre partecipanti
| Squadra                  | Città (provincia)             |
| ------------------------ | ----------------------------- |
| A.S. Arona               | Arona (NO)                    |
| A.S. Borgosesia          | Borgosesia (VC)               |
| A.C. Castellettese       | Castelletto sopra Ticino (NO) |
| A.S. Farese              | Fara Novarese (NO)            |
| A.C. Gozzano             | Gozzano (NO)                  |
| U.S.I. Grignasco         | Grignasco (NO)                |
| Indy Gravellona Calcio   | Gravellona Toce (NO)          |
| G.S. Iris Borgoticino    | Borgo Ticino (NO)             |
| U.S. Juventus Domo       | Domodossola (NO)              |
| A.S. Mezzomerico         | Mezzomerico (NO)              |
| Oleggio Sportiva         | Oleggio (NO)                  |
| Stresa Sportiva          | Stresa (NO)                   |
| A.S. Verbania            | Verbania (NO)                 |
| A.S. Virtus Villadossola | Villadossola (NO)             |

### Classifica finale
|  | Pos. | Squadra             | Pt  | G   | V   | N   | P   | GF  | GS  | DR  |
|  | ---- | ------------------- | --- | --- | --- | --- | --- | --- | --- | --- |
|  | 1.   | Mezzomerico         | 38  | 26  | 13  | 12  | 1   | 32  | 10  | +22 |
|  | 2.   | Iris Borgoticino    | 38  | 26  | 15  | 8   | 3   | 39  | 16  | +23 |
|  | 3.   | Borgosesia          | 31  | 26  | 10  | 11  | 5   | 37  | 29  | +8  |
|  | 3.   | Verbania            | 31  | 26  | 11  | 9   | 6   | 36  | 25  | +11 |
|  | 5.   | Gozzano             | 29  | 26  | 9   | 11  | 6   | 32  | 29  | +3  |
|  | 6.   | Indy Gravellona     | 28  | 26  | 8   | 12  | 6   | 27  | 23  | +4  |
|  | 7.   | Juventus Domo       | 27  | 26  | 8   | 11  | 7   | 34  | 32  | +2  |
|  | 8.   | Oleggio             | 25  | 26  | 7   | 11  | 8   | 27  | 30  | -3  |
|  | 9.   | Grignasco           | 24  | 26  | 7   | 10  | 9   | 26  | 31  | -5  |
|  | 10.  | Castellettese       | 22  | 26  | 5   | 12  | 9   | 23  | 29  | -6  |
|  | 11.  | Stresa              | 20  | 26  | 4   | 12  | 10  | 13  | 27  | -14 |
|  | 12.  | Virtus Villadossola | 19  | 26  | 6   | 7   | 13  | 29  | 37  | -8  |
|  | 13.  | Arona               | 19  | 26  | 7   | 5   | 14  | 19  | 33  | -14 |
|  | 14.  | Farese              | 13  | 26  | 2   | 9   | 15  | 21  | 44  | -23 |
|  |      |                     | 364 | 364 | 112 | 140 | 112 | 395 | 395 | 0   |

- Spareggio per il 1º posto in classifica e promozione all'Interregionale:
  - a Vercelli il 2 giugno 1983: Mezzomerico-Iris Borgoticino 1 - 0.
- Il Mezzomerico è promosso all'Interregionale.

## Girone B

### Squadre partecipanti
| Squadra                      | Città (provincia)      |
| ---------------------------- | ---------------------- |
| U.S. Arec Cafasse            | Cafasse (TO)           |
| Audace Club Boschese         | Bosco Marengo (AL)     |
| A.S. Bacigalupo San Maurizio | Torino                 |
| U.S. Bollengo                | Bollengo (TO)          |
| U.S. Crescentinese           | Crescentino (VC)       |
| F.C. Gattinara               | Gattinara (VC)         |
| S.C. Madonna di Campagna     | Torino                 |
| A.C. Mathi                   | Mathi (TO)             |
| G.S. Pertusa Millefonti      | Torino                 |
| S.C. Pro Candelo             | Candelo (BI)           |
| A.S. Programma Victor Favria | Favria (TO)            |
| U.S. San Carlo               | Borgo San Martino (AL) |
| A.C. Trino                   | Trino (VC)             |
| U.S. Valenzana               | Valenza (AL)           |

### Classifica finale
|  | Pos. | Squadra                 | Pt  | G   | V   | N   | P   | GF  | GS  | DR  |
|  | ---- | ----------------------- | --- | --- | --- | --- | --- | --- | --- | --- |
|  | 1.   | Programma Victor Favria | 38  | 26  | 15  | 8   | 3   | 43  | 22  | +21 |
|  | 2.   | Mathi                   | 36  | 26  | 16  | 4   | 6   | 50  | 27  | +23 |
|  | 3.   | Bacigalupo San Maurizio | 35  | 26  | 12  | 11  | 3   | 46  | 23  | +23 |
|  | 4.   | Audace Club Boschese    | 34  | 26  | 13  | 8   | 5   | 46  | 31  | +15 |
|  | 5.   | Arec Cafasse            | 29  | 26  | 10  | 9   | 7   | 40  | 27  | +13 |
|  | 6.   | Trino                   | 27  | 26  | 9   | 9   | 8   | 38  | 36  | +2  |
|  | 7.   | San Carlo               | 27  | 26  | 10  | 7   | 9   | 23  | 27  | -4  |
|  | 8.   | Valenzana               | 26  | 26  | 8   | 10  | 8   | 28  | 27  | +1  |
|  | 9.   | Gattinara               | 25  | 26  | 5   | 15  | 6   | 21  | 20  | +1  |
|  | 10.  | Bollengo                | 24  | 26  | 8   | 8   | 10  | 30  | 36  | -6  |
|  | 11.  | Pro Candelo             | 23  | 26  | 5   | 13  | 8   | 34  | 40  | -6  |
|  | 12.  | Crescentinese           | 18  | 26  | 3   | 12  | 11  | 27  | 43  | -16 |
|  | 13.  | Pertusa Millefonti      | 16  | 26  | 3   | 10  | 13  | 27  | 46  | -19 |
|  | 14.  | Madonna di Campagna     | 6   | 26  | 0   | 6   | 20  | 23  | 71  | -48 |
|  |      |                         | 364 | 364 | 117 | 130 | 117 | 476 | 476 | 0   |

## Girone C

### Squadre partecipanti
| Squadra                  | Città (provincia)        |
| ------------------------ | ------------------------ |
| A.P. Albese 1917         | Alba (CN)                |
| U.S. Alpignano           | Alpignano (TO)           |
| U.S. Borgo Uriola Rivoli | Rivoli (TO)              |
| A.C. Bra                 | Bra (CN)                 |
| Pol. Busca               | Cuneo                    |
| A.S. Carassonese         | Mondovì (CN)             |
| U.S. Carmagnolese        | Carmagnola (TO)          |
| U.S. Cheraschese         | Cherasco (CN)            |
| A.C. Chieri              | Chieri (TO)              |
| U.S. Farigliano          | Farigliano (CN)          |
| U.S. Fossanese Calcio    | Fossano (CN)             |
| Moncalieri Calcio        | Moncalieri (TO)          |
| U.S. Saviglianese        | Savigliano (CN)          |
| S.P. Sommarivese         | Sommariva del Bosco (CN) |

### Classifica finale
|  | Pos. | Squadra             | Pt  | G   | V   | N   | P   | GF  | GS  | DR  |
|  | ---- | ------------------- | --- | --- | --- | --- | --- | --- | --- | --- |
|  | 1.   | Moncalieri          | 38  | 26  | 14  | 10  | 2   | 34  | 17  | +17 |
|  | 2.   | Albese              | 35  | 26  | 13  | 9   | 4   | 32  | 17  | +15 |
|  | 3.   | Bra                 | 33  | 26  | 10  | 13  | 3   | 38  | 24  | +14 |
|  | 4.   | Saviglianese        | 28  | 26  | 11  | 6   | 9   | 44  | 35  | +9  |
|  | 5.   | Carassonese         | 28  | 26  | 9   | 10  | 7   | 39  | 37  | +2  |
|  | 6.   | Chieri              | 27  | 26  | 9   | 9   | 8   | 42  | 36  | +6  |
|  | 7.   | Carmagnolese        | 25  | 26  | 7   | 11  | 8   | 30  | 32  | -2  |
|  | 8.   | Fossanese           | 24  | 26  | 9   | 6   | 11  | 30  | 31  | -1  |
|  | 9.   | Borgo Uriola Rivoli | 23  | 26  | 9   | 5   | 12  | 31  | 29  | +2  |
|  | 10.  | Sommarivese         | 23  | 26  | 7   | 9   | 10  | 28  | 30  | -2  |
|  | 11.  | Cheraschese         | 23  | 26  | 6   | 11  | 9   | 26  | 35  | -9  |
|  | 12.  | Busca               | 21  | 26  | 5   | 11  | 10  | 21  | 35  | -14 |
|  | 13.  | Farigliano          | 19  | 26  | 5   | 9   | 12  | 18  | 39  | -21 |
|  | 14.  | Alpignano           | 17  | 26  | 5   | 7   | 14  | 27  | 43  | -16 |
|  |      |                     | 364 | 364 | 119 | 126 | 119 | 440 | 440 | 0   |

### Spareggi promozione
|             | Risultati |                         | Luogo e data             |  |
| ----------- | --------- | ----------------------- | ------------------------ |  |
| Moncalieri  | 1 - 0     | Programma Victor Favria | Chivasso, 5 giugno 1983  |  |
| Moncalieri  | 3 - 1     | Mezzomerico             | Vercelli, 8 giugno 1983  |  |
| Mezzomerico | 3 - 0     | Programma Victor Favria | Vercelli, 12 giugno 1983 |  |
|             |           |                         |                          |  |

### Classifica finale
|  | Pos. | Squadra                 | Pt | G | V | N | P | GF | GS | DR |
|  | ---- | ----------------------- | -- | - | - | - | - | -- | -- | -- |
|  | 1.   | Moncalieri              | 4  | 2 | 2 | 0 | 0 | 4  | 1  | +3 |
|  | 1.   | Mezzomerico             | 2  | 2 | 1 | 0 | 1 | 3  | 4  | -1 |
|  | 3.   | Programma Victor Favria | 0  | 2 | 0 | 0 | 2 | 0  | 4  | -4 |

Verdetti
- Moncalieri e Mezzomerico sono promosse al campionato Interregionale.